# Акт о морской обороне (1889)
Акт о морской обороне 1889 года (англ. Naval Defence Act) — закон, принятый британским парламентом 31 мая 1889 года и предусматривавший постройку в течение 1889—1894 годов 70 боевых кораблей для Королевского флота, на сумму 21,5 миллионов фунтов стерлингов. Впервые утвердил «двухдержавный» стандарт (англ. Two Power Standart), согласно которому количество боевых кораблей в британском флоте должно как минимум быть равным объединенной силе двух следующих за ним сильнейших флотов в мире (в то время - флоты Франции и России). Означал также переход к новым методам планирования военно-морского бюджета.

## Реализация Акта о морской обороне
Согласно Акту требовалось построить в 1889—1894 годах следующие корабли:
- 7 броненосцев типа «Ройял Соверен»
- 1 броненосец типа «Худ»
- 2 броненосца типа «Центурион»
- 9 крейсеров типа «Эдгар»
- 8 крейсеров типа «Астрея»
- 21 крейсер типа «Аполло»
- 4 крейсера типа «Пёрл»
- 18 торпедных канонерских лодок типа «Шарпшутер»[3]